# Tamhöna
Tamhöna (Gallus gallus domesticus) är en mycket vanlig typ av fjäderfä och den domesticerade varianten av i första hand röd djungelhöna (Gallus gallus). Tamhöns hålls för köttproduktion, äggproduktion, tuppfäktning eller som prydnad. En hane kallas för tupp, en hona för höna och en unge för kyckling. I Europa är idag cirka 180 raser (varav 93 i Storbritannien) listade och på andra världsdelar finns fler av dessa. Hönsraserna uppvisar en stor variation vad gäller morfologi.

## Ursprung och domesticering
Tamhöns härstammar i första hand från röd djungelhöna (Gallus gallus), som i vilt tillstånd lever i den orientaliska regionen – i den nordöstra delen av Indien och i Sydostasien. Samtida forskning har dock visat att genen för gult skinn hos tamhönsen härstammar från grå djungelhöna. Denna hybridisering mellan arterna har också bekräftats via studier av benstrukturen hos indiska stridshöns och kinesisk Brahma. Ceylondjungelhönan kan ha bidragit till rasens Sumatras hållning utseende på stjärten, och den gröna djungelhönan antas också ha skänkt gener.
 

En modern tamhöna och en röd djungelhöna kan skapa fullt fruktsamma hybrider.
| Röd djungelhöna |  | Grå djungelhöna |
| Röd djungelhöna |  | Grå djungelhöna |

När de första djungelhönsen började domesticeras är oklart, men gissningar ligger på mellan 5 000 och 8 000 år f.Kr. i Sydostasien och Oceanien. Med  säkerhet förekom domesticerade djungelhöns i Asien för 8 000 år sedan, och DNA-studier indikerar att det påbörjades ännu tidigare, möjligen i Thailand eller Vietnam, eller parallellt på flera olika platser. De äldsta fynden av tamhöns härstammar från 6 000 f.Kr från provinsen Hebei i Kina och har återfunnits i resterna av en neolitisk by i staden Wu'an. Man har även funnit rester av tamhöns i Indien som härrör från 4 000 f.Kr., och andra källor nämner 2 500 år f.Kr.
Sannolikt hölls de första hönsen för såväl ägg- och köttproduktion. Höns har en förmåga att ge både kött och ägg utan att, genom sin preferens för att livnära sig på frön och smådjur, konkurrera med mänskliga matresurser. Men höns hade inte bara status som mat utan även som ett djur som var viktigt i magiska riter och för skådespel i form av tuppfäktning. När tamhönsen bredde ut sig över jorden, bland annat med migrerande asiatiska folkstammar, följde dessa föreställningar och traditioner med.
De uppträder jämförelsevis sent i Europa. I Medelhavsområdet hölls höns på 600-talet f.Kr och spreds därifrån till Europa och Ryssland. Först under romartiden uppträder de norr om Alperna. Man beräknar att det fanns tamhöns i Skandinavien för cirka 2000 år sedan, och danska arkeologer har funnit hönsben i gravar (i första hand gravar med kvinnor). Dessa tidiga höns anses ha liknat den nutida rasen dansk lanthöna. Från 400-talet finns ett hönsskelett daterat från utanför Ystad.
Vid sin första ankomst till Stilla havets öar påträffade européerna tamhöns på Nya Zeeland, Tahiti och Hawaii, samt på den avsides belägna, ensliga Påskön. Till Amerika fördes höns av européerna på 1500-talet. Araucanarasen, ursprungligen från regionen med samma namn i Chile, anses dock av vissa forskare ha funnits där sedan före Columbus och ha polynesiskt ursprung.
Genom sina ägg, sitt kött och sina fjädrar blev tamhönset en viktig faktor i människans ekonomi.

## Utseende

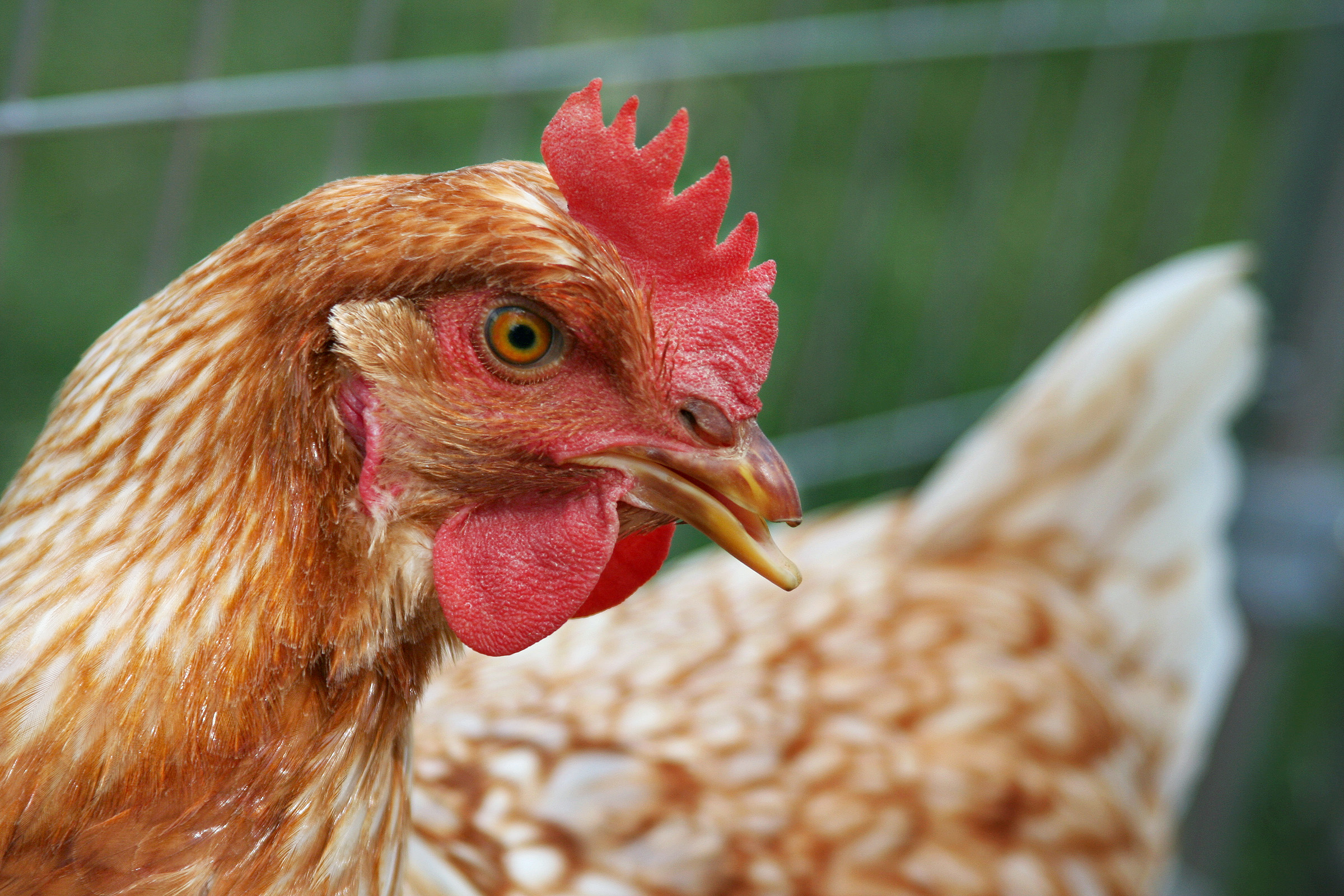
En höna.

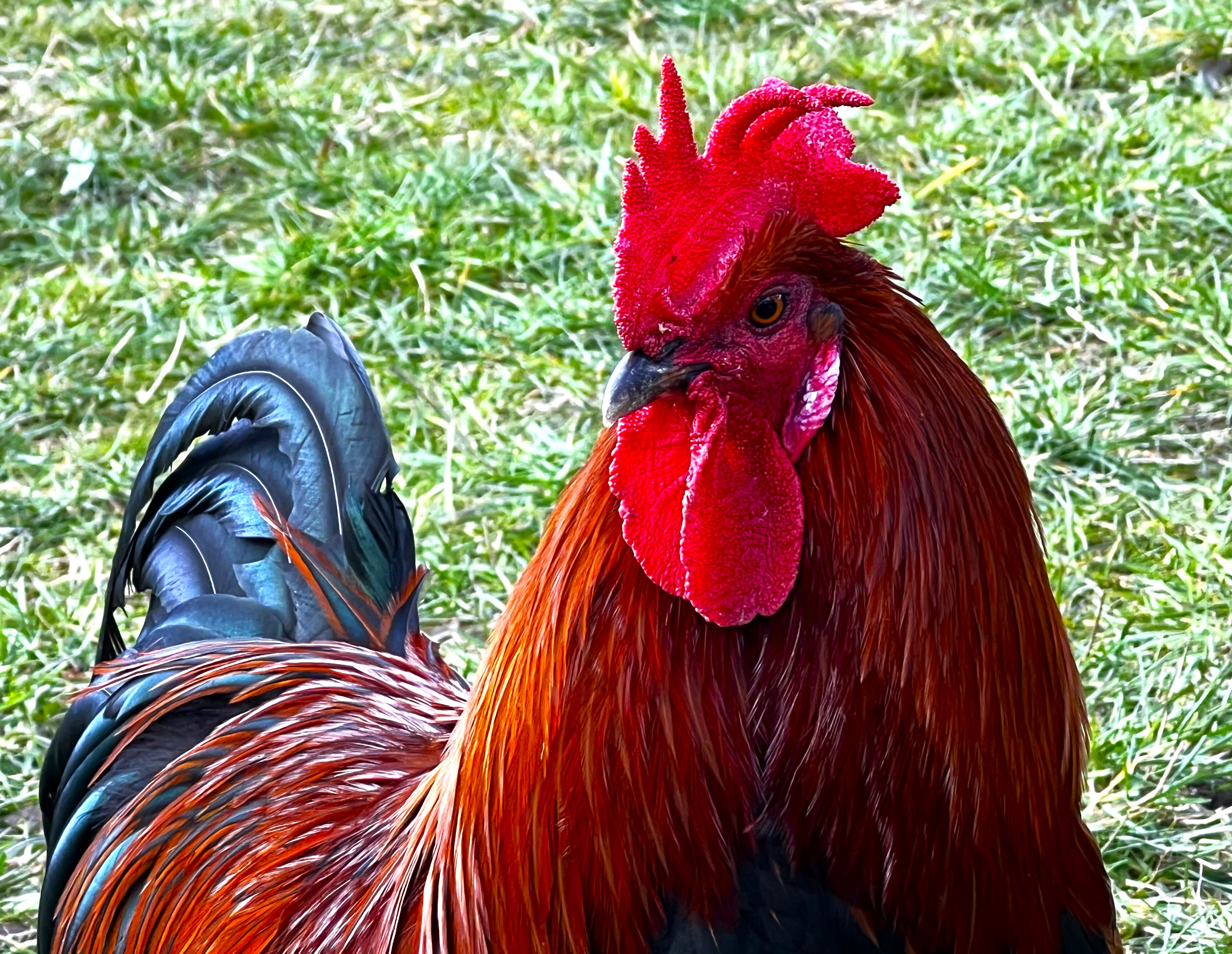
En tupp.

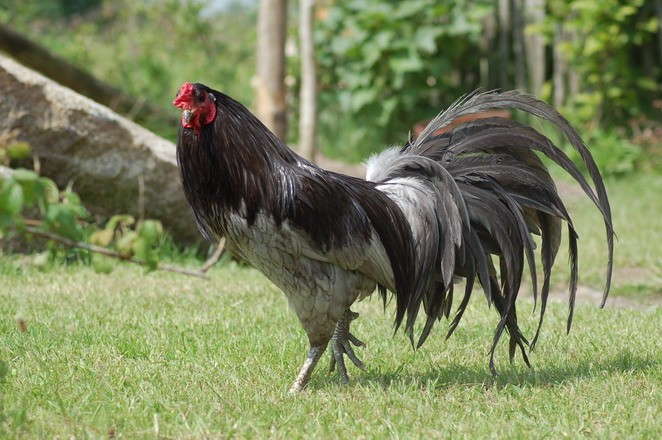
Tupp av rasen Sumatra.

De olika hönsraserna uppvisar stor skillnad i morfologi. Riktigt små dvärghöns kan väga några få hekto, som holländsk dvärg på 425 gram, och vara ett par decimeter långa. Brahman, kan väga upp till 5 kg och vara 75 cm lång. Den tyngsta, dorking, kan väga uppåt 6 kg.
De flesta tuppar kännetecknas av en mer eller mindre kraftfull kam, (den skiljer sig mellan olika raser) och att under hakan finns mer eller mindre hängande flikar (slör) samt de nakna kinderna. Stjärten består av 14 pennor, är hoptryckt, något upprest och har hos hannen några täckfjädrar som är längre än pennorna och bågformigt böjda utöver deras ändar. Benen har sporrar och halsens fjädrar är långa eller breda. Hos honan är kam, slör, stjärttäckfjädrar och sporrar oftast mindre utvecklade.
De har olikfärgade fjäderdräkter (se även "godkända färger" nedan), från vitt till nyanser av grönt, svart, brunt och blått, med en fjäderdräkt med allt från dunliknande beklädnad (silkeshöns) till långa stjärtfjädrar på upp till en meter som hos Fönix. Nakenhalsade höns saknar fjädrar på halsen och delar av bröstet. 
Höns kan vara kamlösa eller uppvisa allt däremellan, upp till stora och mycket olikt utformade kammar. Huden kan vara vit, gul eller svart även röd. En del raser har yviga hättor, till exempel paduan.

## Fortplantning och ägg
En höna börjar lägga ägg vid cirka 20 veckors ålder, och när hon kommit igång kan hon vissa tider lägga ett ägg om dagen. Äggproduktionen kan vidare stimuleras via hönsfoder och en ljus miljö (hönor lägger färre ägg under den mörka tiden på året). Aveln och utfodring har gjort tamhöns till flitigare äggläggare, och högvärpande hönor på cirka 300 ägg per år skiljer sig starkt mot den vilda djungelhönans 8–12 ägg per år.
Så småningom börjar äggproduktionen sjunka, vanligtvis efter ett år i intensiv äggproduktion. Hönan ligger och ruvar i tre veckor innan äggen kläcks och kycklingarna föds.

## Avel
I Sverige blev avel av tamhöns av stor betydelse runt 1500-talet. Avelsgårdar uppfördes över hela landet på beställning av Gustav Vasa.

### Nyttoavel

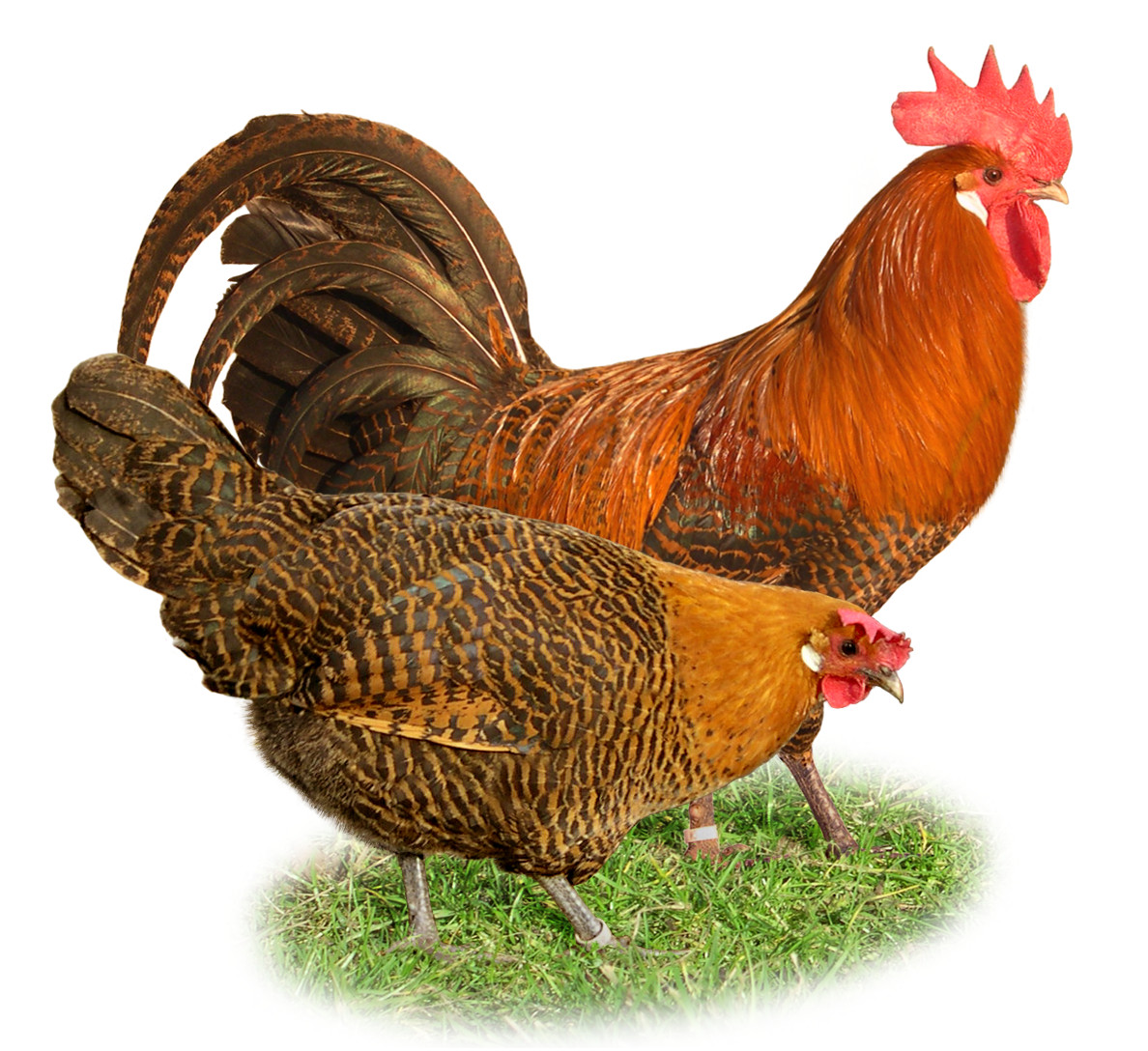
Brakel, en kombinationsras.

Man har avlat fram många hönsraser i syftet att öka kött- eller äggproduktionen. En ras som framavlats för både hög kötthalt och goda värpegenskaper kallas kombinationsras.

### Hobbyavel
1849 förbjöds tuppfäktningen i England. Aveln började då att inriktas på nyttoproduktion, exteriöravel och utställningsverksamhet. Den första brittiska rasstandarden för några få raser presenterades 1865, och senare samma år ställdes de första rashönsen ut på London Zoo. Parallellt började hönsuppfödare använda sig av röd Rhode Island red, lätt Sussex, vit Wyandotte och vit Leghorn för äggproduktion, medan indiska stridshöns och lätt Sussex kom att nyttjas för köttproduktion. Charles Darwin lånade många exempel till formuleringen av hans Om arternas uppkomst från olika duv- och hönsuppfödare.
Numera finns flera hundra varianter enbart avsedda för utställningsverksamhet. Man började ordna upp skötseln. Dvärghönsraser, som till exempel benbefjädrad urdvärg och Antwerpen skägghöns, hålls ofta som sällskapsdjur och för utställning.

### Hönsraser i urval

#### Franska raser
- Faverolle
- Houdan
- Maran

#### Engelska raser
- Orpington
- Sussex
- Dorking
- Red caps
- Sebright
- Moderna engelska stridshöns

#### Tyska raser
- Bergska Galer
- Bielefelder
- Vorwerk
- Ostfriesiska möwen

#### Viktiga hönsraser i Sverige
De vanligaste hönssorterna är New Hampshire, Orpington, Wyandotte, Welsumer, Barnevelder, Rhode Island red och Plymouth Rock. Bland vanliga dvärghönsraser märks Chabo, Kochin, Bantam och Svensk dvärg.

##### Svenska lanthönsraser
De svenska lanthönsraserna omfattas av Bohusläns-Dals svarthöna, Gotlandshöna, Hedemorahöna, Kindahöna, Orusthöna, Åsbohöna, Skånsk blommehöna, Ölandshöna, Öländsk dvärghöna, Gammalsvensk dvärghöna samt Bjurholmshöna. 

### Kombinationsras
Kombinationsras är en hönsras som framavlats för både hög kötthalt och goda värpegenskaper.

## Handel med kyckling och höns
Kycklingar föds framför allt upp för köttets skull. Dessa kycklingar kallas gödkycklingar, slaktkycklingar eller broiler. Kycklingkött är en vanlig ingrediens i mat över stora delar av världen. Import och export av levande kyckling är en mycket stor marknad, både legalt och illegalt.

### Laglig import och export av levande kycklingar under år 2004[16]
| Land     | Import (antal) | Export (antal) |
| -------- | -------------- | -------------- |
| Kina     | 1 236 000      | 19 187 000     |
| Rumänien | 16 178 000     | 260 000        |
| Ryssland | 11 724 000     | 1 351 000      |
| Sverige  | 109 000        | 4 851 000      |
| Turkiet  | 1 821 000      | 4 155 000      |
| Tyskland | 105 789 000    | 111 604 000    |
| Ukraina  | 11 827 000     | 1 802 000      |

## Höns och ägg som matvara

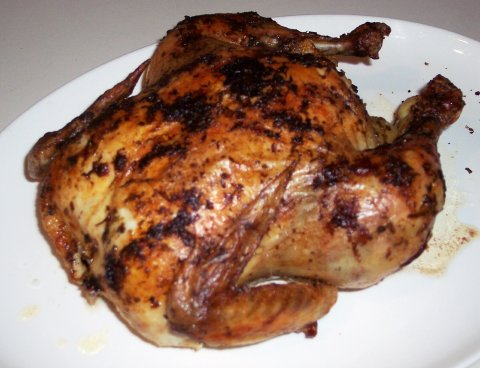
Stekt kyckling.

Kycklingkött är kött från unga höns, och innehåller mycket proteiner, vitaminer och mineraler. Skinnet är fettrikt. Slaktkroppen på en kyckling består huvudsakligen av bröst, vinge, lår och ben. Kycklinglever används också till mat. Kycklingarna kan kokas eller stekas, men bör vara genomstekt eftersom campylobacter annars kan orsaka sjukdomar i magsäck och tarmar. Majskyckling kallas kyckling som fötts upp på majs. Dessa växer långsammare och blir större.
Ägg har länge varit en del av människors föda. Till de vanligaste tillagningsmetoderna hör kokning och stekning och att det används som beståndsdel i deg och dylikt.